# Seznam armadnih skupin
Seznam armadnih skupin je krovni seznam armadnih skupin.

## Seznami

### Številski
Glavni članek: Seznam armadnih skupin po zaporednih številkah.
```
 
Prva
  
Druga
  
Tretja
  
Četrta
  
Peta
  
Šesta
  
Sedma
  
Osma
  
Deveta
  
Deseta
```

### Poimenski
Glavni članek: Poimenski seznam armadnih skupin.

### Seznam po državah in obdobjih
- seznam avstro-ogrskih armadnih skupin
- seznam armadnih skupin Kopenske vojske ZDA

- seznam ameriških armadnih skupin druge svetovne vojne

- seznam francoskih armadnih skupin druge svetovne vojne
- seznam armadnih skupin Kraljevine Jugoslavije
- seznam armadnih skupin Wehrmachta
- seznam front ZSSR